# 韩村北路街道
韩村北路街道，是中华人民共和国河北省保定市竞秀区下辖的一个乡镇级行政单位。

## 行政区划
韩村北路街道下辖以下地区：
金迪社区、市直机关社区、植物园社区、爱民社区、欣园社区、翠园社区、钻石社区、九化社区、新一代社区、蓝天社区、前进社区、长城社区、田野社区、宁和社区、阳光北社区和东廉良村。